# Medal Cherna
Medal Cherna – nagroda przyznawana co 4 lata przez Międzynarodową Unię Matematyczną i Chern Medal Foundation za wybitne osiągnięcia w dziedzinie matematyki. Nadawany jest od 2010 roku i wręczany w czasie Międzynarodowego Kongresu Matematyków. Nazwa honoruje chińskiego matematyka Shiing-shena Cherna.
Laureat medalu otrzymuje nagrodę w wysokości 250 000 USD. Dodatkowo, laureat może wskazać instytucję badawczą, edukacyjną lub w inny sposób wspomagającą rozwój matematyki, która otrzyma dofinansowanie w wysokości 250 000 USD.

## Wygląd medalu
Ma on 2,5 cala (63 mm) średnicy, jest wykonany z 18-karatowego, zielonego złota pokrytego warstwą złota 24-karatowego. Na awersie znajduje się napis CHERN MEDAL , portret Cherna wraz z podpisami Cherna (chińskim i angielskim) oraz lata jego życia. Na rewersie znajduje się wzór Gaussa-Bonneta. Na krawędzi medalu wpisuje się imię i nazwisko laureata.

## Nagrodzeni
- 2010: Louis Nirenberg
- 2014: Phillip Griffiths
- 2018: Masaki Kashiwara
- 2022: Barry Mazur